# Журнал неврологии и психиатрии имени С. С. Корсакова
«Журнал неврологии и психиатрии им. С. С. Корсакова» — российский рецензируемый научно-практический журнал.

## История
Журнал основан в 1901 году А. Я. Кожевниковым и назван именем выдающегося российского психиатра Сергея Сергеевича Корсакова.

## Современность
В настоящее время выпускается издательством «Медиа Сфера» при содействии Всероссийского общества неврологов и Российского общества психиатров. Тираж журнала — 4000 экземпляров, выходит 12 выпусков в год. Является одним из наиболее авторитетных изданий в области неврологии и психиатрии на русском языке. Выходит в Москве.
До 1993 г. назывался Журнал невропатологии и психиатрии им. С. С. Корсакова.

## Редколлегия
Главный редактор журнала — академик РАМН, профессор, доктор медицинских наук Евгений Иванович Гусев.
Редакционная коллегия:
- заместитель главного редактора (по разделу психиатрии) — Н. М. Жариков, член-корреспондент РАМН, профессор, доктор медицинских наук
- заместитель главного редактора (по разделу неврологии) — В. И. Скворцова, член-корреспондент РАМН, профессор, доктор медицинских наук
- ответственный секретарь (по разделу неврологии) — П. Р. Камчатнов, профессор, доктор медицинских наук
- ответственный секретарь (по разделу психиатрии) — Д. Д. Орловская, профессор, доктор медицинских наук

- В. Л. Голубев, профессор, доктор медицинских наук
- Ф. Е. Горбунов, профессор, доктор медицинских наук
- Т. Б. Дмитриева, академик РАМН, профессор, доктор медицинских наук
- И. А. Завалишин, профессор, доктор медицинских наук
- Н. Н. Иванец, член-корреспондент РАМН, профессор, доктор медицинских наук
- Б. А. Казаковцев, профессор, доктор медицинских наук
- В. Н. Козырев, профессор, доктор медицинских наук
- В. Н. Краснов, профессор, доктор медицинских наук
- В. В. Крылов, член-корреспондент РАМН, профессор, доктор медицинских наук
- И. И. Сергеев, профессор, доктор медицинских наук
- А. А. Скоромец, академик РАМН, профессор, доктор медицинских наук
- И. Д. Стулин, профессор, доктор медицинских наук
- А. С. Тиганов, академик РАМН, профессор, доктор медицинских наук
- Ю. М. Филатов, член-корреспондент РАМН, профессор, доктор медицинских наук
- Д. Ф. Хритинин, член-корреспондент РАМН, профессор, доктор медицинских наук
- Б. Д. Цыганков, профессор, доктор медицинских наук
- В. С. Ястребов, профессор, доктор медицинских наук
- Н. Н. Яхно, академик РАМН, профессор, доктор медицинских наук

## Критика
В 2001 году в «Журнале неврологии и психиатрии им. С. С. Корсакова» была опубликована статья сотрудников Московского НИИ психиатрии Минздрава РФ Н. А. Зорина и А. В. Немцова, в которой утверждалось, что лишь 15,1 % рассмотренных в этой публикации статей из числа напечатанных в «Журнале неврологии и психиатрии» и 7,4 % рассмотренных в публикации статей из числа тех, что были напечатаны в другом авторитетном российском журнале — «Социальная и клиническая психиатрия», соответствуют критериям научности и могут быть признаны достоверными. Как отмечают авторы, «дело в том, что форма изложения материала (отсутствие соответствующих описаний) не позволяла вынести суждение об их научности (степени доказательности), и это автоматически выводило такие работы за рамки научных, подтверждая, как важно соблюдать формальности и требовать от авторов тщательности в изложении сути проделанной работы».
В своей статье Н. А. Зорин и А. В. Немцов указывали, что за невысокий научный уровень материалов журнала в какой-то мере ответственны редакторы журнала, недостаточно работающие с авторами. По выводу Н. А. Зорина и А. В. Немцова, опирающемуся на проведенный 10 годами ранее анализ психиатрических статей, квалификация в данной области за этот период времени никак не изменилась.